# Nancy Haigh
Pour les articles homonymes, voir Haigh.
Nancy Haigh est une cheffe décoratrice américaine.

## Biographie
Nancy Haigh étudie les beaux-arts au Massachusetts College of Art and Design, dont elle sort diplômée en 1968,

## Filmographie (sélection)
- 1990 : Miller's Crossing de Joel Coen
- 1990 : Les Arnaqueurs (The Grifters) de Stephen Frears
- 1991 : Bugsy de Barry Levinson
- 1991 : Barton Fink de Joel Coen
- 1992 : Héros malgré lui (Hero) de Stephen Frears
- 1994 : Forrest Gump de Robert Zemeckis
- 1995 : Waterworld de Kevin Reynolds
- 1996 : Mars Attacks! de Tim Burton
- 1998 : The Truman Show de Peter Weir
- 1998 : Las Vegas Parano (Fear and Loathing in Las Vegas) de Terry Gilliam
- 2000 : O'Brother (O Brother, Where Art Thou?) de Joel Coen
- 2001 : A.I. Intelligence artificielle (Artificial Intelligence: A.I.) de Steven Spielberg
- 2002 : Les Sentiers de la perdition (Road to Perdition) de Sam Mendes
- 2003 : Big Fish de Tim Burton
- 2003 : Intolérable Cruauté (Intolerable Cruelty) de Joel Coen
- 2006 : Dreamgirls de Bill Condon
- 2006 : Demande à la poussière (Ask the Dust) de Robert Towne
- 2007 : La Guerre selon Charlie Wilson (Charlie Wilson's War) de Mike Nichols
- 2007 : No Country for Old Men de Joel et Ethan Coen
- 2008 : Burn After Reading de Joel et Ethan Coen
- 2010 : True Grit de Joel et Ethan Coen
- 2013 : Un été à Osage County (August: Osage County) de John Wells
- 2016 : Ave, César ! (Hail, Caesar!) de Joel et Ethan Coen
- 2019 : Once Upon a Time… in Hollywood de Quentin Tarantino

## Distinctions

### Récompenses
- Oscars 1992 : Oscar des meilleurs décors pour Bugsy
- Oscars 2020 : Oscar des meilleurs décors pour Once Upon a Time… in Hollywood

### Nominations
- Oscar des meilleurs décors :
  - 1992 pour Barton Fink
  - 1995 pour Forrest Gump
  - 2003 pour Les Sentiers de la perdition
  - 2007 pour Dreamgirls
  - 2011 pour True Grit
- British Academy Film Award des meilleurs décors : 
  - 2011  pour True Grit
  - 2020 pour Once Upon a Time… in Hollywood